# Râul Paltin, Rebra
Râul Paltin este un curs de apă, afluent al râului Rebra. 